# روبرت دبليو. جونز
روبرت دبليو. جونز (بالإنجليزية: Robert W. Jones)‏ هو ملحن أمريكي، ولد في 16 ديسمبر 1932 في أوك بارك في الولايات المتحدة، وتوفي في 28 مايو 1997 في سان دييغو في الولايات المتحدة.